# 盾牌座V373
盾牌座V373（V373 Scuti）是一颗位于盾牌座的新星，1975年爆发。爆发时最亮视星等为6。

## 天球坐标
- 赤经：18h 55m 26s.56
- 赤纬：−07°43'05".6